# Butlerville (Indiana)
Butlerville – jednostka osadnicza w Stanach Zjednoczonych, w stanie Indiana, w hrabstwie Jennings.